# Црква Светог Кузмана и Дамјана у Остатији
Црква Светог Кузмана и Дамјана у Остатији, насељеном месту на територији општине Ивањица, припада Епархији жичкој Српске православне цркве. је средњовековни културно-историјски споменик
Црква је настала у 17. веку и претпоставља се да је изграђена за време турске владавине у овим крајевима. Обновљена је по први пут у 18. веку, а обновљена је и 1937. године о чему сведочи мермерна плоча постављена на зиду цркве. 2004. године је уз многобројне приходе мештана дошло до коначне обнове и црква добија данашњи изглед. Сеоска слава али и слава целог села је 14. јула и тада се мештани традиционално окупљају да уз богослужење и свечаност прославе славу.

## Архитектура
Црква је једноставна, једнобродна грађевина са полукружном олтарском апсидом. Зидана је ломљеним каменом и малтерисана унутра и споља. Приликом обнављања цркве 1937. године, направљени су велики прозорски оквири. Сводна конструкција оивичена је бетонским гредама, а кров је прекривен црепом.
Црква је карактеристична по богато украшеном порталу (наглашеним улазним вратима) који је вешто декорисан геометријском орнаментиком са врло приметним оријенталним утицајем. На довратку је сачуван већи број натписа из различитих периода историје храма.